# 馮志強 (武術家)
馮志強（1928年1月11日—2012年5月5日），中國武術家，陈式太极拳傳人，陈式心意混元太极拳创始人，中国武术九段。先後師從胡耀贞与陈发科。

## 生平
1928年出生。8歲就開始習武。1948年拜心意拳名家胡耀贞為師，兩年後又陈式太极拳傳人陈发科为师。1970年代在北京电机厂工作。1980年代開始正式收徒；收徒標準严格，因此入室弟子数量不多，他對於弟子皆是免費教學。
1981年，馮志強在北京体育学院與美国柔道冠军库玛比武；次年，《北京体育》以《冯志强巧挫美国大力士》為題報導此事，描述冯志强以北京体育学院卫生室按摩大夫的名义，僅用數招便擊敗库玛，使库玛心服口服。但《中国新闻周刊》在事隔多年後（2011年）訪問了多名相關人士，他們對該場比武的過程卻有數個截然不同的說法。
1984年馮志強受邀到日本交流、授拳，此後亦先後到墨西哥、美国、新加坡等地傳授太极拳。
2012年5月5日去世，享年84歲。

## 著作
撰有《陈式太极拳精选》、《太极混元功》、《心意混元太极拳》等数十本武術教材。